# Initiator (Chemie)

Vulkanisations-Initiatoren (Auswahl) von oben nach unten: 2-Mercaptobenzothiazol (MBT), 4,4'-Dithiodimorpholin (DTDM) und Thiuramdisulfid.

Als Initiatoren werden in der Chemie Stoffe bezeichnet, die einem Reaktionsgemisch zugegeben werden, um die gewünschte Reaktion zu ermöglichen und zu starten, sprich zu initiieren. Ähnlich wie bei Katalysatoren werden Initiatoren eingesetzt, wenn die auszuführende Reaktion alleine nicht oder nicht in ausreichendem Maße stattfindet.
Im Gegensatz zu Katalysatoren werden Initiatoren jedoch verbraucht, d. h., sie nehmen irreversibel an der Reaktion teil und sind nicht regenerierbar. Zudem sind Initiatoren meist für die Bildung von reaktiven Zwischenprodukten notwendig, welche die Reaktion überhaupt erst ermöglichen, dann aber von alleine ablaufen, während Verbindungen, die mit dem Initiator reagiert haben, Teil des Reaktionsgemisches bleiben. Katalysatoren hingegen senken meist die Aktivierungsenergien oder wirken auf die Bereitstellung des Substrats ein und beschleunigen somit Reaktionen, ohne jedoch daran teilzunehmen.
Initiatoren wie Radikalstarter werden großflächig in der Polymerchemie, bei der Vulkanisation oder in Kernspaltungsreaktionen eingesetzt. In der Kunststoffindustrie sind Initiatoren von großer Bedeutung und werden hier oft irreführend als „Vulkanisationsbeschleuniger“ bezeichnet. Die meisten Precursoren von Kunststoffpolymeren haben ein gewisses Potential zur Selbstpolymerisation. Um zu verhindern, dass die Polymerisation vor der eigentlichen Formgebung stattfindet, werden Inhibitoren zugegeben, und die Polymerisation wird erst zum gewünschten Zeitpunkt durch Initiatoren gestartet. Initiatoren zum Start von Polymerisationen sind oft Azoverbindungen oder Peroxide, die je nach Struktur unterschiedliche Arbeitstemperaturen haben. 